# Maijansaari (ö i Norra Österbotten, Koillismaa, lat 65,46, long 28,67)
Maijansaari är en ö i Finland. Den ligger i sjön Tyräjärvi och i kommunen Taivalkoski i den ekonomiska regionen  Koillismaa ekonomiska region  och landskapet Norra Österbotten, i den nordöstra delen av landet, 600 km norr om huvudstaden Helsingfors. Öns area är 0,3 hektar och dess största längd är 140 meter i öst-västlig riktning.